# Teresa Berganza
Teresa Berganza Vargas spanyol opera-énekesnő (Madrid, 1933. március 16. – San Lorenzo de El Escorial, 2022. május 13.) korunk egyik legjelentősebb mezzoszopránja. Mozart, Rossini és Bizet operáiban nyújtott alakításait a legjobbak között tartják nyilván, de koncert-előadóművészként is jelentős. Virtuóz technikája, intelligens szerepformálásai és vonzó színpadi jelenléte már-már legendássá tették.

## Életpályája
Madridban született, a Madridi Konzervatóriumban tanult zongorát és éneket. 1955-ben debütált színpadon. Az operaszínpadon elsőként Dorabella szerepét énekelte Mozart Così fan tutte című operájában 1957-ben Aix-en-Provence-ban. Ugyanebben az évben debütált a Scala-ban, a következő évben Glyndebourne-ban. 1959-ben lépett fel a Covent Garden-ben a A sevillai borbélyban Rosinaként, ami legismertebb szerepe lett. 1967-ben lépett fel először a Metropolitan Operában, Cherubino szerepét énekelte Mozart Figaro házassága című művében. Önálló koncertjein spanyol, francia, német és orosz dalokból állt a repertoárja. 1991-ben Asturias herceg-díjat kapott, 1994-ben első női tagja lett a Spanyol Művészeti Akadémiának. Tanított az Escuela Superior de Música Reina Sofíában és mesterkurzusokat tartott világszerte. Sikeres tanítványai közé tartozik María Bayo és Jorge Chaminé.

## Filmszerepei
Teresa Berganza számos filmben szerepelt: Jean-Pierre Ponelle klasszikus A sevillai borbély rendezésében Rosinát játszotta (1972), Joseph Losey-féle Don Giovanni-filmváltozatban Zerlinát (1979), később színésznőként szinte új karriert kezdett.

## Fontosabb felvételei
- Rossini: Hamupipőke Angelina, Deutsche Gramophon
- Rossini: Olasz nő Algírban Isabella, Decca
- Rossini: A sevillai borbély Rosina, Deutsche Gramophon
- Mozart: Titus kegyelme Sesto, Deutsche Gramophon
- Bizet: Carmen